# Schloss Sulau
Das Schloss Sulau (polnisch Pałac w Sułowie) befindet sich im  polnischen Sułow.

## Geschichte
Ein Herrenhaus im Ort ist für 1639 belegt. Das heutige Schloss wurde im Stil des Barock um 1680 für Nicolaus Conrad von Burghaus erbaut. Ende des 18. Jahrhunderts und Ende des 19. Jahrhunderts wurde das Schloss umgebaut. Die Innenräume wurden in der zweiten Hälfte des 20. Jahrhunderts durch mehrere Renovierungen umgestaltet.
Östlich des Schlosses in der Straße Zamkowa sind Nebengebäude erhalten, die aus der ersten Hälfte des 18. Jahrhunderts stammen, darunter ein Getreidespeicher in Fachwerk.
Das Schloss ist von einem weitläufigen, über 11 Hektar großen Park umgeben und umfasst einen erhaltenen Barockgarten. Der ursprüngliche Barockgarten wurde durch einen Landschaftspark im englischen Stil erweitert. Der Park wird von Laubbäumen dominiert, einige Exemplare von Eichen, Buchen und Linden haben monumentale Ausmaße erreicht.

## Bauwerk
Der zweigeschossige, verputzte Backsteinbau steht auf rechteckigem Grundriss und ist unterkellert. Teilweise ist der Bau durch ein Mezzanin erhöht und trägt ein hohes Walmdach. Die Ostfassade ist elfachsig, mit einem zentralen dreiachsigen Risalit. Den Eingang ziert ein Portal mit Wappenkartuschen der Familien von Burghaus und von Nowack. Die Fassaden sind gerahmt, mit Paneelen, profilierten Fensterrahmen und Lisenen verziert.
Keller und ein Teil der Erdgeschossräume weisen Tonnengewölbe, Kreuztonnengewölbe, oder Kreuzrippengewölbe auf. In den übrigen Räumen tragen die flachen Decken Fragmente von Stuckaturen.